# Le Crabe aux pinces d'or (film, 1947)
Pour plus de détails, voir Fiche technique et Distribution.
Le Crabe aux pinces d'or est un long métrage d'animation belge réalisé par Claude Misonne, sorti en 1947. Il s’agit du premier film mettant en scène les aventures de Tintin et adaptant l’album de bande dessinée Le Crabe aux pinces d'or.

## Synopsis
Après être tombé accidentellement sur une boite de conserve vide ayant contenu du crabe, Tintin va être conduit à enquêter sur la mort d'un marin, retrouvé noyé dans un port. En effet, un bout de papier faisant vraisemblablement partie de l'emballage de cette même boite, a été retrouvé dans une poche d’un vêtement du marin. Un étrange mot est écrit sur le papier, « Karaboudjan », qui serait le nom d'un cargo. En voulant mener l'enquête sur le bateau, qui existe bien, Tintin se fait emprisonner à bord par l'équipage et découvre qu'il est tombé sur un trafic d'opium. C'est en voulant s’échapper qu'il rencontre le capitaine du navire, un certain Haddock.

## Fiche technique
- Titre original : Le Crabe aux pinces d'or
- Réalisation : Claude Misonne
- Animation : Claude Misonne
- Décors : A. Berry
- Costumes : O. Frison
- Photographie : B. Michel
- Montage : A. Leduc
- Musique : G. Bethume et A. Ducat
- Production : Wilfried Bouchery
- Pays d'origine : Belgique
- Langue : français
- Format : noir et blanc - 35 mm - 1,37:1 - mono
- Genre : animation en volume
- Durée : 60 minutes
- Dates de sortie : 
  - Belgique : 21 décembre 1947

## Réalisation et analyse
Le film, conçu à partir de figurines 3D animées image par image, suit planche par planche l'album Le Crabe aux pinces d'or. Les figurines sont des poupées composées de chiffons et de bois et les décors sont peints par le mari de la réalisatrice, Joao Batistas Michiels.
Le film souffre de la difficile transposition de la bande dessinée à l'écran. Du fait du procédé, l'animation est gauche, les visages sont plus ou moins fixes rendant encore plus maladroit ce film d'animation qui, cependant, plut au public enfantin.

## Autour du film
Le film a été projeté à quelques rares reprises en 1947. Le producteur, Wilfried Bouchery, ayant fait faillite le 12 janvier 1948, les bobines du film furent saisies par la justice. Il demeura introuvable jusqu'à sa sortie en DVD en 2008.